# 청도면
청도면(淸道面)은 대한민국 경상남도 밀양시의 면이다. 경상북도 청도군과 인접해 있으며 과거 청도군에서 편입된 지역이다.

## 개요
청도면은 부족국가 시대 이서국의 영역이었던 것으로 추정되며, 539년 신라 법흥왕까지 이서국으로 존치하다 경덕왕 16년에 밀성군으로 개편되었다. 940년 고려 태조 23년에 청도현(영남도)으로 개편 후 1366년 공민왕 때 밀양부 청도군으로 개편되었다. 1832년 조선 순조 때에 경상도 청도군 외서면으로 개편되었다가 그 후 1912년에 청도군 외서면이 밀양군 청도면으로 개편되었다. 이곳에 집성촌을 이뤄 살던 청도 김씨들이 청도라는 이름을 지역명에서 버리는 것은 있을 수 없다며 밀양군 편입에 강력히 반발하자 일제가 면 명칭을 청도로 바꿔주는 조건으로 밀양에 편입하게 되었다.
현재 청도군 방면으로 임도가 개설되어 오갈 수 있으며 국가지원지방도 제30호선이 청도군과 청도면을 연결하도록 지정되어있으나 단절되어있다.

## 행정 구역
- 고법리
- 소태리
- 구기리
- 인산리
- 조천리
- 요고리
- 두곡리
- 근기리

## 문화재
- 소태리5층석탑
- 고법리 박익벽화묘
- 남계서원